# Blaine Larsen
Blaine Larsen (* 2. Februar 1986 in Tacoma, Washington) ist ein US-amerikanischer Country-Sänger.

## Leben und Wirken
Mit 15 Jahren nahm Larsen sein Debüt-Album „In My High School“ auf. Das Album erschien bei dem Independent-Platten-Label Giantslayer Records und wurde 2005 unter dem Titel „Off to Join the World“ auf BNA Records wiederveröffentlicht. Larsens zweites Album, „Rockin’ You Tonight“, kam im Juni 2006 auf den Markt. Die bekannteste Singleauskopplung, „How Do You Get That Lonely“, erreichte Rang 93 der US-Singlecharts sowie Rang 18 der amerikanischen Country-Charts.

## Diskografie
- In My High School (2004, Giantslayer)
- Off to Join the World (2005, BNA Entertainment)
- Rockin’ You Tonight (2006, BNA Entertainment)